# Epigene di Sicione
Epigene (in greco antico: Ἐπιγένης?, Epighénēs; in latino Epigenes; Sicione, prima del 535 a.C. – ...) è stato un drammaturgo greco antico.

## Biografia
Contemporaneo di Tespi (o di poco anteriore), Epigene fu autore, insieme ad Arione di Metimna, di quel processo che trasformò i ditirambi, dapprima semplici canti corali, in tragedia. È annoverato, da alcune fonti, come uno dei primi poeti tragici, anche se comunemente non viene considerato un vero e proprio tragediografo.

## Opere
Sempre il lessico Suida fa risalire ad Epigene il proverbio "non aver nulla a che fare con Dioniso", spiegando che era un'esclamazione delle persone che avevano assistito ad una tragedia di Epigene dedicata al dio. Il lessico fornisce anche altre possibili spiegazioni del proverbio, tra le quali quella secondo cui si originò col graduale cambiamento dei temi delle tragedie, non più dedicate a Dioniso ma ai miti o alle vicende storiche.